# Caravane intercontinentale
La Caravane intercontinentale est une marche, une caravane organisée en Europe où 500 personnes dont 400 paysans indiens sont venus exposer leur problème face à la mondialisation libérale et expliquer leur situation devant les centres de décision.    
Du 22 mai au 20 juin 1999, 500 activistes, paysans, syndicalistes, écologistes et "sans-terre" venus majoritairement d'Inde mais aussi d'Argentine, du Brésil, de Colombie, Kenya, Bangla Desh, Népal, Ukraine, Chili... traversent les continents, viennent manifester devant les grands centres de pouvoir : sièges de multinationales, d'institutions financières, d'organismes de politiques internationales (Bruxelles et Genève) et en dernier la conclusion de la campagne d'annulation de la dette du tiers monde au G8 de Cologne.  
Ils viennent aussi rencontrer les autres organisations populaires, notamment les associations paysannes membres de Via campesina, comme la Confédération paysanne en France, le FUGEA en Belgique

## Logistique
La caravane continentale a été coordonnée par l'Action mondiale des peuples.  C'est pour les paysans et les personnes du "Sud" à comparer à la marche mondiale des femmes ou les marches européennes contre le chômage, bien que cette caravane ait rencontré des problèmes logistiques différents : il s'agissait de financer le voyage de représentants aux revenus modestes d'associations du Tiers-Monde. 
En Europe, des organisations comme l'Action mondiale des peuples, Attac, ont soutenu le financement.